# Edward Kirby
Edward Buckler „Ed” Kirby (ur. 30 października 1901 w Waszyngtonie, zm. 5 czerwca 1968 w West Orange w stanie New Jersey) – amerykański lekkoatleta (średniodystansowiec), medalista olimpijski z 1924.
Na igrzyskach olimpijskich w 1924 w Paryżu zdobył brązowy medal w biegu 3000 metrów drużynowo, razem z kolegami z zespołu Williamem Coxem i Willardem Tibbettsem. Do wyników drużyny liczyły się miejsca trzech najlepszych zawodników zespołu. Kirby zajął indywidualnie 6. miejsce.
Był mistrzem Stanów Zjednoczonych (AAU) w biegu na 880 jardów w 1924 i wicemistrzem w biegu na milę w tym samym roku. Był również akademickim mistrzem USA (IC4A) w biegu na milę w 1923.
Ukończył inżynierię lądową na Cornell University i pracował w tym zawodzie.